# Orthetrum icteromelas
Orthetrum icteromelas е вид водно конче от семейство Libellulidae. Видът не е застрашен от изчезване.

## Разпространение
Разпространен е в Ангола, Ботсвана, Гамбия, Гана, Гвинея, Гвинея-Бисау, Демократична република Конго, Замбия, Зимбабве, Кения, Кот д'Ивоар, Мавриций, Мадагаскар, Малави, Мозамбик, Намибия, Нигерия, Сиера Леоне, Танзания, Того, Уганда, Южен Судан и Южна Африка.